# Argentinogidiella lavillai
Argentinogidiella lavillai is een vlokreeftensoort uit de familie van de Bogidiellidae. De wetenschappelijke naam van de soort is voor het eerst geldig gepubliceerd in 1984 door Grosso & Claps.